# Liste der Schutzgebiete auf Mayotte
Diese Aufstellung listet alle offiziell ausgewiesenen Schutzgebiete in Natur- und Landschaftsschutz (wie z. B. Naturschutzgebiete, Landschaftsschutzgebiete, Nationalparks etc.) in der französischen Überseeregion Mayotte auf (Stand 11. November 2014). Die Aufstellung folgt der Common Database on Designated Areas der Europäischen Umweltagentur (EEA).
| Schlüssel- nummer | Gebietstyp        | Gebietsname    | CDDA- Sitecode | IUCN- Kategorie | Fläche in ha | Koordinate                      | Jahr der Ausweisung | Bild |
| ----------------- | ----------------- | -------------- | -------------- | --------------- | ------------ | ------------------------------- | ------------------- | ---- |
| FR1100931         | Naturschutzgebiet | Dziani Kariani | 555546431      | IV              | 8,4379       | 12° 47′ 45,5″ S, 45° 7′ 13,9″ O | 1997                |      |
| FR9100002         | Meeresnaturpark   | Mayotte        | 555514309      | V               | 6831310      | 13° 12′ 0″ S, 45° 12′ 0″ O      | 2010                |      |